# Nemoria glaucomarginaria
Nemoria glaucomarginaria är en fjärilsart som beskrevs av Barnes och Mcdunnough 1917. Nemoria glaucomarginaria ingår i släktet Nemoria och familjen mätare. Inga underarter finns listade i Catalogue of Life.